# 23644 Yamaneko
23644 Yamaneko (1997 AW17) là một tiểu hành tinh vành đai chính được phát hiện ngày 13 tháng 1 năm 1997 bởi A. Nakamura ở Kuma Kogen.